# Шиманов, Александр Алексеевич
Александр Алексеевич Шиманов (род. 27 сентября 1957, Кулебаки) — российский государственный и политический деятель. Депутат Государственной думы Федерального собрания Российской Федерации III, IV и V созывов.

## Биография
Окончил Северо-Западный политехнический институт, Московский институт управления им. Серго Орджоникидзе.

### Депутат госдумы
19 декабря 1999 года был избран депутатом Государственной Думы ФС РФ третьего созыва по Волховскому одномандатному избирательному округу № 98 (Ленинградская область).
7 декабря 2003 года был избран депутатом Государственной Думы ФС РФ четвёртого созыва по Волховскому одномандатному избирательному округу № 99 (Ленинградская область).